# André Betta
Pour les articles homonymes, voir Betta (homonymie).
André Betta, né le 4 mars 1944 à Beaune (Côte-d'Or), est un footballeur français. Il évolue au poste de meneur de jeu dans les années 1960 et 1970.

## Carrière de joueur
- CO Roubaix-Tourcoing :  1961-1963
- FC Rouen : 1963-1969
- Girondins de Bordeaux : 1969-1970
- Stade rennais : 1971-1974
- FC Metz : 1974-1976
- Stade de Reims : 1976-1978

## Palmarès
- Vainqueur de la Coupe de France : 1971 avec le Stade rennais
- Finaliste de la Coupe de France de football 1976-1977 avec le stade de Reims
- 2 sélections en équipe de France de football (1968)